# 伏臥位

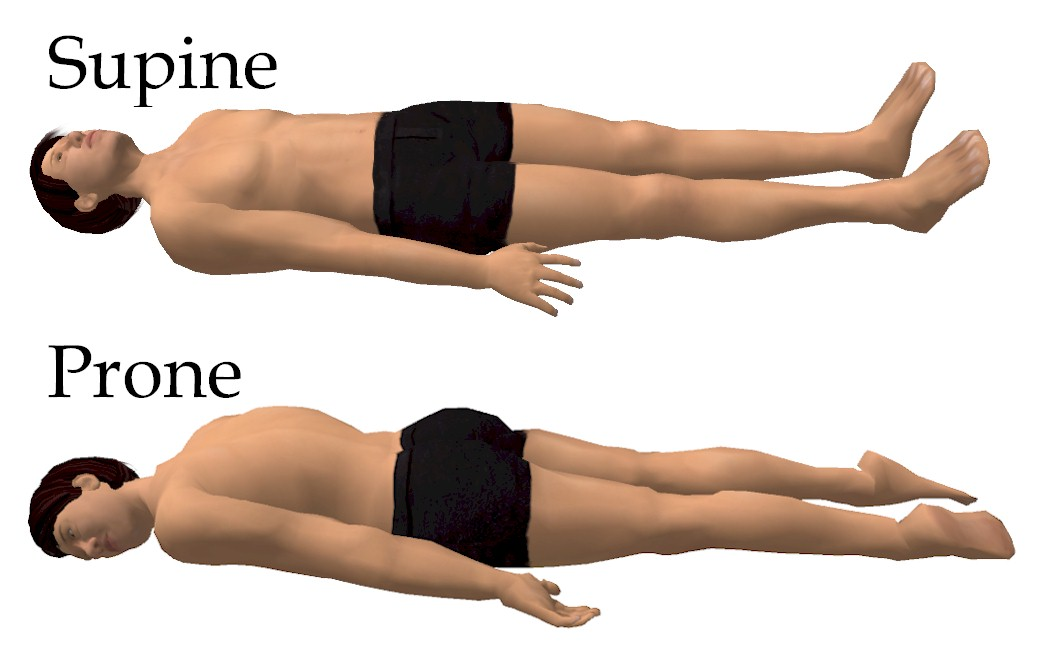
上が仰臥位、下が伏臥位

伏臥位（ふくがい、英: Prone position、Abdominal position）は、人間の体位（臥位）の一つ。腹を床に着けて寝ている状態。そのため、腹臥位とも表記される。俗に俯せ（うつぶせ）とも呼ばれる。また、会陰位（えいんい、英: Ventral decubitus、Perineal position）とも呼ばれることがある。

## うつぶせ寝
歯科医師らは「うつぶせ寝」に対して、顎関節症（顎関節への負担）や、歯並びなどの変化の要因の一つという見解を示している。また、琉球大学医学部の秦野直助教授（2002年3月時点）らが調査したところ、「腎結石の罹患者には、うつぶせで眠る人が多い」という結果が出たことがある。女性の場合、クーパー靭帯（乳腺提靭帯）に負担がかかるため、胸の下垂・型崩れの原因になるという説がある。

### 「乳幼児突然死症候群」との関連
厚生労働省によると、就寝（睡眠）時に赤ちゃんを「うつぶせ寝」にした場合の方が、「あおむけ寝」よりも乳幼児突然死症候群（SIDS）の発症率が高いとの情報がある。

## 伏臥位を用いる場面
検査や治療時の体位として、ジャックナイフ位 (Jack-knife position)がある。これは、股関節を屈曲させた姿勢である。肛門の場合は伏臥位で、尿道などの場合は仰臥位で屈曲させる。
スポーツにおいては、スケルトン、ビーチ・フラッグス、ラグビーのトライ、（野球・ソフトボールの）ヘッドスライディングなどに、伏臥位の姿勢が見られる。背筋力を鍛えるフィジカルトレーニング（バック・エクステンションなど）の際にも、腹を下にする。また、スポーツテストには、「伏臥上体反らし」という種目がある。